# Homogyne discolor
Homogyne discolor là một loài thực vật có hoa trong họ Cúc. Loài này được (Jacq.) Cass. mô tả khoa học đầu tiên năm 1821.